# Pygidium

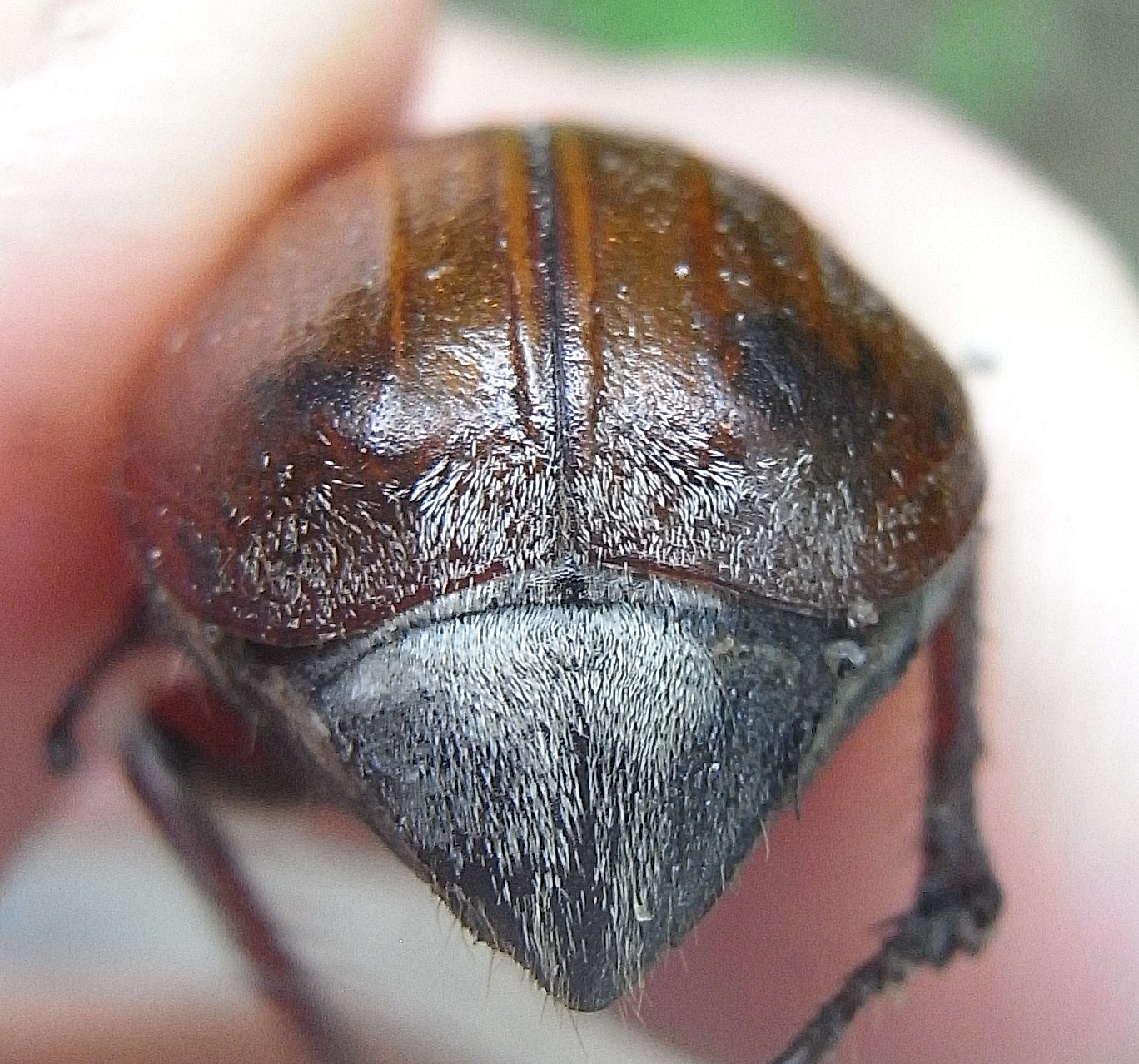
Pygidium chrząszcza Melolontha pectoralis

Pygidium, pigidium (gr. pygidion – zwężony tył) – wieloznaczny termin stosowany w zoologii dla określenia końcowego odcinka ciała lub odwłoka niektórych zwierząt bezkręgowych, a w szczególności:
- końcowy odcinek ciała pierścienic, na którym umiejscowiony jest otwór odbytowy; u wieloszczetów poprzedzony prepygidium,
- końcowy odcinek ciała owadów,
- epiprokt jętek i termitów,
- końcowy odcinek ciała trylobitów,
- nieparzysty skleryt położony nad otworem odbytowym widelnic,
- ostatni człon odwłoka chrząszczy,
- cztery ostatnie człony odwłoka tarcznikowatych
- płytka odbytowa na końcu odwłoka skorków.